# Leon Dajaku
Leon Dajaku (ur. 12 kwietnia 2001 w Waiblingen) – niemiecki piłkarz kosowskiego pochodzenia występujący na pozycji napastnika w angielskim klubie Sunderland. Wychowanek VfB Stuttgart, w trakcie swojej kariery grał także w takich zespołach, jak Bayern Monachium oraz Union Berlin. Młodzieżowy reprezentant Niemiec.

## Sukcesy
Bayern Monachium
- Mistrzostwo Niemiec: 2019/20
- Puchar Niemiec: 2019/20